# Daniela Lülfing
Daniela Lülfing (* 25. August 1950 in Magdeburg) ist eine deutsche Bibliothekarin.

## Leben und Wirken
Daniela Lülfing, Tochter des Bibliothekars Hans Lülfing, studierte Archivwissenschaft und Geschichte und legte 1973 die Staatsexamens- bzw. Diplomprüfung ab. Im Jahre 1985 promovierte sie an der Universität Berlin mit einer Arbeit über den Historiker Friedrich Christoph Dahlmann. Von 1973 bis 1990 arbeitete sie als wissenschaftliche Bibliothekarin zunächst in der Handschriftenabteilung der Deutschen Staatsbibliothek Unter den Linden (Ost-Berlin), nach der Wende ab 1990 zunächst im Haus 1 der Berliner Staatsbibliothek, von 1998 bis Ende Juni 2015 dann bei der Generaldirektion der Staatsbibliothek zu Berlin Preußischer Kulturbesitz. 1993 wurde sie zur Direktorin, im Jahre 2000 zur Leitenden Bibliotheksdirektorin ernannt. Sie war dort Leiterin der Benutzungsabteilung und Baubeauftragte der Generaldirektorin. Während ihrer Amtszeit. In den ersten Jahren ihrer Amtszeit seit der deutschen Wiedervereinigung ging es vor allem um Fragen der Personalpolitik und -bewertung sowie um das Zusammenwachsen der beiden Häuser der Staatsbibliothek.

## Schriften
- Friedrich Christoph Dahlmann. Sein Beitrag zur Entwicklung der bürgerlich-liberalen Ideologie im 19. Jahrhundert 1829–1860. Dissertation Universität Berlin 1985 (Veröffentlichung in: Jahrbuch für Geschichte, Bd. 37 (1988), S. 205–235).
- Zum Nachlaß Friedrich Christoph Dahlmanns in der Deutschen Staatsbibliothek. In: Studien zum Buch- und Bibliothekswesen, Bd. 4 (1986), S. 71–77.
- Zwei Briefe Fanny Lewalds aus dem Nachlaß Dahlmann. In: Ursula Winter (Hrsg.): Handschriften, Sammlungen, Autographen. Forschungsergebnisse aus der Handschriftenabteilung (= Beiträge aus der Deutschen Staatsbibliothek, Bd. 8). Berlin 1990, S. 32–42, ISBN 3-7361-0056-6.
- (mit Wilhelm Bleek): "Meinem edelen und mannhaften Freunde Jakob Grimm, dem Bruder Wilhelms, in Dank + Liebe gewidmet. Das Fragment einer politischen Autobiographie Friedrich Christoph Dahlmanns. In: Jahrbuch der Brüder-Grimm-Gesellschaft, Bd. 3 (1993), S. 7–28.
- Die Vereinigungskonzeption der Staatsbibliothek zu Berlin und die Gründung der Abteilung Historische Drucke. Eine Bestandsaufnahme. In: Daniela Lülfing (Hrsg.): Tradition und Wandel. Festschrift für Richard Landwehrmeyer aus Anlaß seines Ausscheidens aus dem Amt des Generaldirektors der Staatsbibliothek zu Berlin Preußischer Kulturbesitz am 28. Februar 1995. Staatsbibliothek zu Berlin 1995, S. 165–176, ISBN 3-88053-057-2.
- (mit Olaf Hamann u. Andreas Mälck): Glückliches Ende einer Odyssee. Die Rückkehr von 70.000 kriegsbedingt verlagerten Büchern aus Georgien nach Deutschland. In: Zeitschrift für Bibliothekswesen und Bibliographie, Bd. 44 (1997), S. 599–616.
- Die Entwicklung des Vereinigungskonzepts der Staatsbibliothek zu Berlin unter besonderer Berücksichtigung des historischen Buchbestandes. In: Mitteilungen / Staatsbibliothek zu Berlin Preußischer Kulturbesitz, N.F., Bd. 7 (1998), H. 1, S. 18–33.
- Die Entwicklung der Deutschen Staatsbibliothek und ihre Rolle im Bibliothekswesen der DDR. In: Peter Vodosek (Hrsg.): Geschichte des Bibliothekswesens in der DDR (= Wolfenbütteler Schriften zur Geschichte des Buchwesens, Bd. 31). Harrassowitz, Wiesbaden 1999, S. 145–157, ISBN 3-447-04150-1.
- (Red.): Gründungssanierung Staatsbibliothek zu Berlin. Ersatzpfahlgründung und Erneuerung der Fundamente des Hauses Unter den Linden. Staatsbibliothek zu Berlin 2002, ISBN 3-88053-093-9.
- Die Sanierung des Hauses Unter den Linden der Staatsbibliothek zu Berlin. Bibliothekarisches Konzept und Bauprogramm. In: ABI-Technik, Bd. 25 (2005), S. 104–120.
- Ein neues Magazin für die Staatsbibliothek. Erster Schritt zu einer Speicherstadt der Stiftung in Friedrichshagen. In: Jahrbuch Preußischer Kulturbesitz, Bd. 43 (2006/2007), S. 357–366.
- Großbaustelle Staatsbibliothek zu Berlin. Zum Standort der Baumaßnahmen Mitte 2008. In: Jahrbuch Preußischer Kulturbesitz, Bd. 44 (2007/2008), S. 191–211.
- Staatsbibliothek zu Berlin. Die neue Mitte im Haus Unter den Linden. In: Zeitschrift für Bibliothekswesen und Bibliographie, Bd. 60 (2013), S. 157–166.
- Phönix aus der Asche. Die Sanierung des Hauses Unter den Linden der Staatsbibliothek zu Berlin. In: Zeitschrift für Bibliothekswesen und Bibliographie, Bd. 65 (2018), S. 8–17.